# 拉杜日內 (漢特-曼西自治區)
62°08′N 77°08′E / 62.133°N 77.133°E
拉杜日內（俄语：Ра́дужный）是俄羅斯漢特-曼西自治區東部的一個城市，位於阿甘河畔，距漢特-曼西斯克東北475公里，距秋明東北975公里。2002年人口47,060人。
1985年建市。